# Judith Monique Glidja
 (mai 2023).
Judith Monique Glidja de son vrai nom Baï Judith Monique Glidja est une universitaire Béninoise et première femme agrégée en sciences de gestion en Afrique de l'ouest et deuxième femme en Afrique subsaharienne.

## Biographie

### Vie privée
Originaire d'Abomey, Judith Monique Glidja est mariée et mère de deux enfants.

#### Études
Après avoir réussi le concours d'admission au DEA en science de gestion à l'université de Liège et celle d'Abomey-Calvi (Bénin) en 2002. Elle soutient son mémoire en 2003 et continue ses études en thèse de doctorat en alternance entre les deux pays le Bénin et la Belgique où elle soutint en privée le 20 avril 2008 à l'université de liège et publiquement au Bénin le 24 février 2009. En novembre 2011, elle accède au grade de professeure agrégée des universités de CAMES,.

##### Carrière
En sa qualité professeure agrégée des universités du cames en science de gestion, Judith Monique Glidja est enseignante des universités nationales du Bénin. En mai 2012, elle est nommée directrice de la Haute École Régionale de Commerce international de l'Université d'Abomey Calavi,.

##### Publication
- La mobilité interorganisationnelle des cadres en Afrique de l'ouest[5].